# Steve Hunter
Steve Hunter (* 14. června 1948, Decatur, Illinois, USA) je americký rockový kytarista. Proslavil se spoluprací s Alice Cooperem a Lou Reedem. Dříve hrál s Mitch Ryderem ve skupině Detroit. Je dlouholetý spolupracovník producenta Boba Ezrina.

## Diskografie

### Sólová
- 1977 – Swept Away
- 1989 – The Deacon
- 2008 – Hymns for Guitar
- 2008 – Short Stories

### Lou Reed
- 1973 – Berlin
- 1974 – Rock 'n' Roll Animal
- 1975 – Lou Reed Live

### Alice Cooper
- 1973 – Billion Dollar Babies
- 1974 – Alice Cooper's Greatest Hits
- 1975 – Welcome to My Nightmare
- 1976 – Alice Cooper Goes to Hell
- 1977 – Lace and Whiskey
- 1977 – The Alice Cooper Show
- 2011 – Welcome 2 My Nightmare

### David Lee Roth
- 1991 – A Little Ain't Enough
- 1994 – Your Filthy Little Mouth
- 1998 – DLR Band

### Ostatní alba
- 1971 – Detroit (Mitch Ryder)
- 1973 – Crowbar (Crowbar)
- 1974 – Out of the Storm (Jack Bruce)
- 1975 – Ain't It Good to Have It All (Jim & Ginger)
- 1975 – Hollywood Be Thy Name (Dr. John)
- 1976 – Glass Heart (Allan Rich)
- 1977 – Peter Gabriel (Peter Gabriel)
- 1977 – Goin' Places (Michael Henderson)
- 1980 – The Rose (soundtrack) (Bette Midler)
- 1989 – H Factor (Pete Haycock a Derek Holt)[1]
- 2008 – Collection (Jason Becker)